# Sant Julian lo Pinet
Sant Julian lo Pinet (en francès Saint-Julien-du-Pinet) és un municipi francès situat al departament de l'Alt Loira i a la regió d'Alvèrnia-Roine-Alps. L'any 2007 tenia 433 habitants.

## Demografia

### Població
El 2007 la població de fet de Saint-Julien-du-Pinet era de 433 persones. Hi havia 179 famílies de les quals 43 eren unipersonals (16 homes vivint sols i 27 dones vivint soles), 66 parelles sense fills, 62 parelles amb fills i 8 famílies monoparentals amb fills.
La població ha evolucionat segons el següent gràfic:
Habitants censats

### Habitatges
El 2007 hi havia 279 habitatges, 178 eren l'habitatge principal de la família, 72 eren segones residències i 28 estaven desocupats. 271 eren cases i 8 eren apartaments. Dels 178 habitatges principals, 144 estaven ocupats pels seus propietaris, 25 estaven llogats i ocupats pels llogaters i 9 estaven cedits a títol gratuït; 2 tenien una cambra, 6 en tenien dues, 38 en tenien tres, 49 en tenien quatre i 84 en tenien cinc o més. 121 habitatges disposaven pel capbaix d'una plaça de pàrquing. A 73 habitatges hi havia un automòbil i a 92 n'hi havia dos o més.

### Piràmide de població
La piràmide de població per edats i sexe el 2009 era:
| Homes | Edats   | Dones |
| ----- | ------- | ----- |
| 0     | 95 o +  | 0     |
| 0     | 90 a 94 | 0     |
| 0     | 85 a 89 | 8     |
| 0     | 80 a 84 | 0     |
| 12    | 75 a 79 | 8     |
| 12    | 70 a 74 | 4     |
| 12    | 65 a 69 | 8     |
| 24    | 60 a 64 | 8     |
| 12    | 55 a 59 | 8     |
| 4     | 50 a 54 | 16    |
| 24    | 45 a 49 | 16    |
| 4     | 40 a 44 | 12    |
| 12    | 35 a 39 | 8     |
| 12    | 30 a 34 | 12    |
| 8     | 25 a 29 | 8     |
| 4     | 20 a 24 | 8     |
| 24    | 15 a 19 | 4     |
| 0     | 10 a 14 | 12    |
| 12    | 5 a 9   | 12    |
| 0     | 0 a 4   | 8     |

## Economia
El 2007 la població en edat de treballar era de 273 persones, 206 eren actives i 67 eren inactives. De les 206 persones actives 194 estaven ocupades (113 homes i 81 dones) i 12 estaven aturades (4 homes i 8 dones). De les 67 persones inactives 24 estaven jubilades, 20 estaven estudiant i 23 estaven classificades com a «altres inactius».

### Ingressos
El 2009 a Saint-Julien-du-Pinet hi havia 185 unitats fiscals que integraven 453,5 persones, la mediana anual d'ingressos fiscals per persona era de 16.183 €.

### Activitats econòmiques
Dels 17 establiments que hi havia el 2007, 1 era d'una empresa extractiva, 1 d'una empresa alimentària, 1 d'una empresa de fabricació d'altres productes industrials, 4 d'empreses de construcció, 1 d'una empresa de comerç i reparació d'automòbils, 2 d'empreses d'hostatgeria i restauració, 1 d'una empresa d'informació i comunicació, 1 d'una empresa immobiliària, 1 d'una empresa de serveis, 1 d'una entitat de l'administració pública i 3 d'empreses classificades com a «altres activitats de serveis».
Dels 6 establiments de servei als particulars que hi havia el 2009, 1 era un taller de reparació d'automòbils i de material agrícola, 1 paleta, 1 fusteria, 1 electricista, 1 perruqueria i 1 restaurant.
L'únic establiment comercial que hi havia el 2009 era una fleca.
L'any 2000 a Saint-Julien-du-Pinet hi havia 19 explotacions agrícoles que ocupaven un total de 504 hectàrees.

## Equipaments sanitaris i escolars
El 2009 hi havia una escola elemental integrada dins d'un grup escolar amb les comunes properes formant una escola dispersa.

## Poblacions més properes
El següent diagrama mostra les poblacions més properes.